# Западина Калеуче
Западина Калеуче (англ. Caleuche Chasma) — ущелина на поверхні Харона – супутнику Плутона. Завдовжки близько 400 км. Її названо було МАСом 11 квітня 2018 року на честь чилотського примарного корабля «Калеуче». 